# نیکولاس فوئنتس
نیکولاس فوئنتس (اسپانیایی: Nicolás Fuentes‎; ۲۰ دسامبر ۱۹۴۱ – ۲۸ اکتبر ۲۰۱۵) بازیکن فوتبال اهل پرو بود.
از باشگاه‌هایی که در آن بازی کرده‌است می‌توان به باشگاه فوتبال اونیورسیتاریو ده دپورتس، باشگاه فوتبال اسپورتینگ کریستال، و باشگاه فوتبال اتلتیکو چالاکو اشاره کرد.
وی همچنین در تیم ملی فوتبال پرو بازی کرده‌است.